# TechEdSat-1
TechEdSat-1 é um satélite estadunidense de comunicações com satélites (satélites Iridium e Orbcomm). Foi construído pela Universidade Estadual de San José em parceria com o Ames Research Center da NASA e com a AAC Microtec. Foi lançado em 21 de julho de 2012 às 21:06:00 GMT do Centro Espacial de Tanegashima, no Japão, a bordo de um foguete H-IIB.